# Football Club de Sion 1998-1999
Questa voce raccoglie le informazioni riguardanti il Football Club de Sion, squadra di calcio svizzera, nelle competizioni ufficiali della stagione 1998-1999.

## Rosa
| N. |                     | Ruolo | Calciatore           |
| -- | ------------------- | ----- | -------------------- |
|    | Svizzera (bandiera) | P     | Fabrice Borer        |
|    | Svizzera (bandiera) | P     | Daniel Ançay         |
|    | Svizzera (bandiera) | D     | Lionel Moret         |
|    | Francia (bandiera)  | D     | Dominique Bertone    |
|    | Svizzera (bandiera) | D     | Stéphane Grichting   |
|    | Svizzera (bandiera) | D     | Stéphane Sarni       |
|    | Svizzera (bandiera) | D     | Sébastien Lipawsky   |
|    | Svizzera (bandiera) | D     | Alexandre Quennoz    |
|    | Svizzera (bandiera) | D     | Matteo Vanetta       |
|    | Svizzera (bandiera) | D     | Stefan Wolf          |
|    | Svizzera (bandiera) | D     | Olivier Biaggi       |
|    | Svizzera (bandiera) | D     | Grégory Duruz        |
|    | Svizzera (bandiera) | D     | Andrea Rotanzi       |
|    | Italia (bandiera)   | C     | Marco Nichetti       |
|    | Francia (bandiera)  | C     | Jean-Jacques Eydelie |
|    | Togo (bandiera)     | C     | Yao Aziawonou        |
|    | Vietnam (bandiera)  | C     | Hoang-Doc Bui        |

| N. |                           | Ruolo | Calciatore           |
| -- | ------------------------- | ----- | -------------------- |
|    | Svizzera (bandiera)       | C     | Paolo Gigantelli     |
|    | Svizzera (bandiera)       | C     | Nicolas Marazzi      |
|    | Ghana (bandiera)          | C     | Owusu Benson         |
|    | Svizzera (bandiera)       | C     | Yane Bugnard         |
|    | Uruguay (bandiera)        | C     | Javier Delgado       |
|    | Algeria (bandiera)        | C     | Lakhdar Adjali       |
|    | Stati Uniti (bandiera)    | C     | Alex Brown           |
|    | Svizzera (bandiera)       | A     | Jean-Pierre La Placa |
|    | Costa d'Avorio (bandiera) | A     | Servais Konan Kan    |
|    | Costa d'Avorio (bandiera) | A     | Servais Guessand     |
|    | Italia (bandiera)         | A     | Antonio Pascale      |
|    | Svizzera (bandiera)       | A     | Adrian Allenspach    |
|    | Francia (bandiera)        | A     | Didier Tholot        |
|    | Francia (bandiera)        | A     | Anthony Bancarel     |
|    | Svizzera (bandiera)       | A     | James Derivaz        |
|    | Camerun (bandiera)        | A     | Hervé Tum            |
|    | Costa d'Avorio (bandiera) | A     | Ahmed Ouattara       |